# No soy uno
No soy uno es el primer disco de la banda chilena Fother Muckers, producido por Alex Anwandter (ex Teleradio Donoso). Este álbum ha sido considerado como uno de los mejores del año 2007 y la canción "Fuerza y fortuna" como una de las 10 mejores canciones chilenas de ese mismo año.

## Lista de canciones
| No soy uno |                                      |                                   |          |  |
| N.º        | Título                               | Vocalista principal               | Duración |  |
| 1.         | «Fuerza y fortuna»                   | Cristóbal Briceño                 | 3:36     |  |
| 2.         | «El conductor»                       | Cristóbal Briceño                 | 4:20     |  |
| 3.         | «Tres caras largas»                  | Cristóbal Briceño                 | 3:22     |  |
| 4.         | «El que se lo encuentra se lo queda» | Cristóbal Briceño                 | 3:17     |  |
| 5.         | «Aunque todo salió mal»              | Cristóbal Briceño                 | 4:16     |  |
| 6.         | «A la primera»                       | Cristóbal Briceño                 | 3:26     |  |
| 7.         | «Uno sino mil»                       | Cristóbal Briceño                 | 4:05     |  |
| 8.         | «Ríos color invierno»                | Cristóbal Briceño                 | 3:14     |  |
| 9.         | «Fueron»                             | Simón Sánchez                     | 3:12     |  |
| 10.        | «Héctor»                             | Cristóbal Briceño y Simón Sánchez | 4:34     |  |
| 11.        | «Ya veremos»                         | Cristóbal Briceño                 | 4:11     |  |
| 12.        | «Cajas y paneles»                    | Cristóbal Briceño                 | 5:07     |  |
| 13.        | «Tirado al sol»                      | Cristóbal Briceño                 | 4:44     |  |
| 14.        | «A cuatro rounds»                    | Cristóbal Briceño                 | 5:53     |  |

## Personal
Fother Muckers
- Cristóbal Briceño (voz y guitarra)
- Simón Sánchez (bajo y voz)
- Héctor Muñoz (guitarra)
- Martín del Real (batería)

Músicos invitados
- Alex Anwandter (pianos y batería)
- Andrés Zanetta (teclados, metalófono y percusión)

## Enlaces
- Página oficial de Fother Muckers
- Crítica en Emol.com

- Datos: Q6043975